# Зёйдхорн
Зёйдхорн (нидерл. Zuidhornо файле) — городок и бывшая община на севере Нидерландов, в провинции Гронинген. После муниципальной реформы 1990 года к общине Зёйдхорн были присоединены территории соседних общин — Обергюм, Грейпскерк и Адуард. Население Зёйдхорна на 1 января 2008 года составляло 18 374 человек. 1 января 2019 года Зёйдхорн вместе с общинами Гротегаст, Лек и Марюм были объединены в новую общину Вестерквартир.
Зёйдхорн — городок, развитие которого во многом зависит от находящегося рядом Гронингена. Железнодорожной веткой, управляемой кампанией Arriva, город соединен с Леуварденом в Фрисландии и Гронингеном.

## Транспорт
В Зёйдхорне две железнодорожные станции — «Зёйдхорн» и «Грейпскерк». Как минимум один раз в час идет поезд до Гронингена и Леувардена. В выходные поезда один раз в час останавливаются в Зёйдхорне. До 1991 года также эксплуатировалась и третья станция на линии — Висвлит.

## Интересные факты
- В центре Зёйдхорна расположен частично занятый лесом парк «Johan Smit Park». Здесь предлагаются разнообразные виды отдыха.
- В Зёйдхорне наибольшая концентрация «терпов» в районе Middag-Humsterland, искусственно возведенных домов, покрытых почвой и растительностью, созданных для сохранения естественной среды. В 1995 году коллекция теропов была внесена в список Всемирного наследия[2][3]/

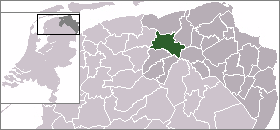
Положение общины Зёйдхорн на карте провинции Гронинген и Нидерландов